# Nordyemen
Nordyemen (officielt Den Arabiske Republik Yemen) var i perioden 1962–1990 en stat på den Arabiske Halvø. Staten er efterfølgeren for Kongeriget Yemen og blev etableret efter et militærkup i 1962 mod den enevældige konge Muhammad al-Badr. Det førte til Borgerkrigen i Nordyemen i perioden 1962-1970 mellem kongens støtter, støttet af Jordan, Saudi-Arabien og Storbritannien på den ene side, og den nye militærregering, støttet af Ægypten og Sovjetunionen, på den anden side.
Nordyemens nabolande var Saudi-Arabien mod nord og Sydyemen mod sydøst. Det havde kyst til Det Røde Hav mod vest. Det var først efter Sydyemens selvstændighed i 1967 at den uofficielle betegnelse "Nordyemen" opstod. Før da blev landet blot kaldt Yemen.
Sana'a blev igen Nordyemens hovedstad efter kuppet i 1962 efter at Taiz havde været Kongeriget Yemens hovedstad fra 1948. 22. maj 1990 blev Nordyemen og Sydyemen forenet til det nuværende Yemen.